# Il tutore burlato
Il tutore burlato (título original en italiano; en español, El tutor engañado) es una ópera bufa en tres actos del compositor Vicente Martín Soler sobre libreto italiano de Filippo Livigno. El texto original fue escrito por Livigno para Giovanni Paisiello, que lo musicalizó como un drama jocoso, y  se estrenó en el otoño de 1774 con el título de La frascatana en el Teatro San Samuele de Venecia .
Fue la primera ópera del compositor valenciano, siendo estrenada en 1775 en el Palacio de la Granja de San Ildefonso, Segovia. Tres años después, en 1777, cuando ya Martín Soler había abandonado España y se había instalado en Italia, el texto fue traducido al castellano (por Pablo Esteve), y la obra fue representada como zarzuela con el título La Madrileña en el Teatro de la Cruz de Madrid.

## Representaciones modernas
En épocas recientes ha sido representada y grabada con cierta regularidad. En 1995 se registró la versión castellana, con el título El tutor burlada o La madrileña. El 18 de junio de 2007 fue puesta en escena en el Teatro Real de Madrid la versión original italiana.
En las estadísticas de Operabase aparece con sólo 3 representaciones en el período 2005-2010.
En 2020 se representa en el Palau de les Arts de València. https://www.lesarts.com/es/temporada-2020-2021/opera/il-tutore-burlato/